# 엄천호
엄천호(嚴天顥, 1992년 2월 25일~)는 대한민국의 쇼트트랙 선수이다.

## 주요참가대회 및 성적
- 2010/2011 ISU 쇼트트랙 월드컵 6차 대회 5000m 계주 2위
- 2011 제7회 아스타나-알마티 동계 아시아 경기대회 남자 1500m 은메달
- 제23회 전국남녀 학생종별종합 쇼트트랙 선수권대회 남고부 500M 3등
- 제90회 전국동계체육대회 남고부3000M 1등
- 제90회 전국동계체육대회 1000M 1등
- 제90회 전국동계체육대회 3000M계주 1등
- 2009 세계 주니어 쇼트트랙 선수권대회 남자 1500M 1등
- 2009 세계 주니어 쇼트트랙 선수권대회 500M 9등
- 2009 세계 주니어 쇼트트랙 선수권대회 1500M(S.F) 1등
- 2009 세계 주니어 쇼트트랙 선수권대회 1000M 6등
- 2009 세계 주니어 쇼트트랙 선수권대회 3000M계주 3등
- 2009 세계 주니어 쇼트트랙 선수권대회 종합 1등
- 2008 전국남녀 주니어 쇼트트랙 선수권대회 남자 1000M 1등
- 2008 전국남녀 주니어 쇼트트랙 선수권대회 1500M(S.F) 2등
- 2008 전국남녀 주니어 쇼트트랙 선수권대회 종합 3등
- 제25회 전국남녀 쇼트트랙 스피드스케이팅 대회 남고부3000M 1등
- 제22회 전국남녀 학생종별종합 쇼트트랙 선수권대회 남고부1500M 1등
- 제22회 전국남녀 학생종별종합 쇼트트랙 선수권대회 500M 3등
- 제22회 전국남녀 학생종별종합 쇼트트랙 선수권대회 종합 1등
- 제22회 전국남녀 학생종별종합 쇼트트랙 선수권대회 3000M(S.F) 1등
- 제3회 성남시장배 전국남녀 중,고등학교 쇼트트랙대회 남고부1500M 1등
- 제3회 성남시장배 전국남녀 중,고등학교 쇼트트랙대회 1000M 1등
- 제3회 성남시장배 전국남녀 중,고등학교 쇼트트랙대회 3000M계주 1등
- 제23회 회장배 전국남녀 쇼트트랙스피드스케이팅대회 남고부1000M 3등
- 제23회 회장배 전국남녀 쇼트트랙스피드스케이팅대회 3000M 1등
- 제22회 전국남녀 종합 쇼트트랙 선수권대회 남자 1000M 1등
- 제22회 전국남녀 종합 쇼트트랙 선수권대회 종합 3등
- 제2회 성남시장배 전국남녀 중,고등학교 쇼트트랙대회 남고부1500M 1등
- 제2회 성남시장배 전국남녀 중,고등학교 쇼트트랙대회 3000M 1등
- 제88회 전국동계체육대회 1500M 1등
- 제88회 전국동계체육대회 1500M 1등
- 제88회 전국동계체육대회 1500M 1등
- 제88회 전국동계체육대회 3000M 1등
- 제88회 전국동계체육대회 1500M 1등
- 제88회 전국동계체육대회 3000M 1등
- 제88회 전국동계체육대회 3000M 1등
- 제88회 전국동계체육대회 2000M릴레이 1등
- 제22회 회장배 전국남녀 쇼트트랙스피드스케이팅대회 남중부1500M 2등
- 제23회 전국남녀 쇼트트랙 스피드스케이팅대회 남중부1500m 1등
- 제23회 전국남녀 쇼트트랙 스피드스케이팅대회 1000m 1등
- 제20회 전국남녀 학생종별종합 남중부1000m 1등
- 제20회 전국남녀 학생종별종합 3000m 1등
- 제1회 성남시장배 전국남녀 중,고등학교 쇼트트랙대회 남중부1500m 1등
- 제1회 성남시장배 전국남녀 중,고등학교 쇼트트랙대회 1000m 1등
- 제87회 전국동계체육대회 1500M 1등
- 제87회 전국동계체육대회 1500M 1등
- 제87회 전국동계체육대회 3000M 2등
- 제87회 전국동계체육대회 3000M 2등
- 제87회 전국동계체육대회 3000M 2등
- 제87회 전국동계체육대회 1500M 1등
- 제87회 전국동계체육대회 1500M 2등
- 제21회 회장배 전국남녀 남중부1500m 3등
- 제21회 회장배 전국남녀 3000m 1등
- 제22회 전국남녀 쇼트트랙 스피드스케이팅대회 남중부1000m 2등
- 제22회 전국남녀 쇼트트랙 스피드스케이팅대회 3000m 2등
- 제 39회 고빙상인추모 전국남녀빙상경기대회 남자중등부 1500M 3위
- 제 85회 전국동계체육대회 남자초등부 1500m(오픈) 2위
- 춘천 MBC배 전국남녀학생종별종합 빙상선수권대회 남자초등부 3위
- 제 34회 회장배 전국남녀 빙상경기대회 남자초등부 1500m(오픈) 2위
- 제 34회 회장배 전국남녀 빙상경기대회 남자초등부 3000M(오픈) 1위
- 제 3회 전국남녀 스피드스케이팅 꿈나무대회 A조 남자 5~6학년부 1500m 2위
- 제 3회 전국남녀 스피드스케이팅 꿈나무대회 A조 남자 5~6학년부 1000m 1위
- 제 3회 전국남녀 스피드스케이팅 꿈나무대회 5~6학년부 종합 2위
- 제38회 고빙상인추모 전국남녀빙상경기대회 남자초등부 500m(오픈) 1위

## 경력
- 2011 제7회 아스타나-알마티 동계 아시아 경기대회 쇼트트랙 국가대표